# Buckley (Michigan)
Buckley è un villaggio degli Stati Uniti d'America, situato nello Stato del Michigan, nella contea di Wexford.